# 小倉清子
小倉 清子（おぐら きよこ、1957年 - ）は、日本のジャーナリスト。ネパールの政治事情に詳しい。
1957年、栃木県に生まれる。1981年、東京大学農学部卒業。1993年よりネパールに在住。
1990年、偶然滞在していたネパールで民主化運動（ジャナ・アンドラン）に遭遇し、衝撃を受ける。1050人へのインタビューを基にして、その際の記録を『王国を揺るがした60日 : 1050人の証言・ネパール民主化闘争』として出版した。
また、2006年の民主化運動（ロクタントラ・アンドラン）でも同様に、『ネパール王制解体 : 国王と民衆の確執が生んだマオイスト』に取りまとめた。「マオイスト」として知られるネパール共産党毛沢東主義派の本拠・ロルパ郡まで潜入し、その実態を明らかにした。同書には同党議長のプラチャンダへインタビューした内容も掲載されている。
インターネット上では、「アジアプレス・ネットワーク」に時折「小倉清子のカトマンズ・ジャーナル」と題する記事を掲載している。

## 著作
- 『王国を揺るがした60日 1050人の証言・ネパール民主化闘争』亜紀書房、1999年10月。ISBN 4-7505-9916-6。
- 『ネパール王制解体 国王と民衆の確執が生んだマオイスト』日本放送出版協会〈NHKブックス〉、2007年1月。ISBN 978-4-14-091075-7。